# B' Katīgoria 1973-1974
La B' Katīgoria 1973-1974 fu la 19ª edizione della B' Katīgoria; vide la vittoria finale del ASIL Lysī.

## Stagione

### Novità
Il numero di squadre partecipanti rimase fermo a quattordici: al posto della promossa APOP Paphou, dalla A' Katīgoria 1972-1973 retrocessa l'ASIL Lysī; allo stesso modo al posto della retrocessa AEK Famagosta dalla G' Katīgoria era stato promosso il Neos Aionas Trikomou.

### Formula
Le quattordici squadre partecipanti erano collocate in un girone unico e si incontravano in turni di andata e ritorno, per un totale di ventisei incontri per club; erano assegnati due punti per la vittoria, uno per il pareggio e zero per la sconfitta. In caso di parità si teneva conto del quoziente reti. Il vincitore veniva promosso direttamente nella A' Katīgoria 1974-1975, mentre veniva retrocessa in G' Katīgoria la squadra ultima classificata.

## Squadre partecipanti
| Club                      | Città          | Stadio                    | Stagione precedente             |
| ------------------------- | -------------- | ------------------------- | ------------------------------- |
| AEM Morphou               | Morfou         | Stadio Comunale di Morfou | 2º in B' Katīgoria              |
| ASIL Lysī                 | Lysi           | Stadio Grigoris Afxentiou | 12º in A' Katīgoria, retrocesso |
| Chalkanoras Idaliou       | Dali           | Chalkanoras Stadium       | 3º in B' Katīgoria              |
| ENAD Agios Dometios       | Agios Dometios | ?                         | 13º in B' Katīgoria             |
| Ethnikos Achnas           | Achna          | Dasaki Stadium            | 5º in B' Katīgoria              |
| Ethnikos Assia            | Assia          | ?                         | 6º in B' Katīgoria              |
| Ethnikos Asteras Limassol | Limassol       | Stadio GSO                | 8º in B' Katīgoria              |
| Keravnos Strovolos        | Strovolos      | Keravnos Stadium          | 10º in B' Katīgoria             |
| Neos Aionas Trikomou      | Trikomo        | ?                         | 1º in G' Katīgoria, promosso    |
| Omonia Aradippou          | Aradippou      | Aradippou Stadium         | 9º in B' Katīgoria              |
| Orpheas Nicosia           | Nicosia        | Vecchio Stadio GSP        | 7º in B' Katīgoria              |
| Othellos Athīainou        | Athīenou       | Stadio Othellos Athienou  | 4º in B' Katīgoria              |
| PAEEK Kerynias            | Kyrenia        | GS Praxandros             | 12º in B' Katīgoria             |
| Parthenon Zodeia          | Kato Zodeia    | ?                         | 11º in B' Katīgoria             |

## Classifica finale
|  | Pos. | Squadra                   | Pt | G  | V  | N  | P  | GF | GS | DR  |
|  | ---- | ------------------------- | -- | -- | -- | -- | -- | -- | -- | --- |
|  | 1.   | ASIL Lysī                 | 44 | 26 | 20 | 4  | 2  | 16 | 21 | −5  |
|  | 2.   | AEM Morphou               | 36 | 26 | 15 | 6  | 5  | 41 | 23 | +18 |
|  | 3.   | Ethnikos Achnas           | 34 | 26 | 14 | 6  | 6  | 33 | 29 | +19 |
|  | 4.   | Keravnos Strovolos        | 32 | 26 | 13 | 6  | 7  | 52 | 33 | +4  |
|  | 5.   | Neos Aionas Trikomou      | 31 | 26 | 13 | 5  | 8  | 41 | 27 | +14 |
|  | 6.   | Chalkanoras Idaliou       | 31 | 26 | 13 | 5  | 8  | 33 | 24 | +9  |
|  | 7.   | Othellos Athīainou        | 30 | 26 | 12 | 6  | 8  | 35 | 25 | +10 |
|  | 8.   | Ethnikos Assia            | 31 | 26 | 9  | 13 | 4  | 25 | 24 | +1  |
|  | 9.   | Omonia Aradippou          | 27 | 26 | 11 | 5  | 10 | 33 | 32 | +1  |
|  | 10.  | PAEEK Kerynias            | 17 | 26 | 5  | 7  | 14 | 26 | 34 | −8  |
|  | 11.  | Parthenon Zodeia          | 17 | 26 | 5  | 7  | 14 | 20 | 41 | −21 |
|  | 12.  | Orpheas Nicosia           | 16 | 26 | 6  | 4  | 16 | 25 | 37 | −12 |
|  | 13.  | ENAD Agios Dometios       | 13 | 26 | 2  | 9  | 15 | 11 | 46 | −35 |
|  | 14.  | Ethnikos Asteras Limassol | 5  | 26 | 1  | 3  | 22 | 13 | 86 | −73 |

### Verdetti
- ASIL Lysī promosso in A' Katīgoria.
- Ethnikos Asteras Limassol retrocesso in G' Katīgoria.